# Womenpol
Womenpol is het Belgisch Netwerk van Politievrouwen, een vzw opgericht in 1994 naar aanleiding van de derde Europese Conferentie voor Politievrouwen, die dat jaar in België plaatsvond. De vereniging heeft als doel de positie van vrouwen binnen de politiediensten te versterken, netwerking te bevorderen en bij te dragen aan gendergelijkheid binnen de Belgische politie.

## Geschiedenis
Womenpol werd in 1994 opgericht, kort na de derde Europese Conferentie voor Politievrouwen in België. Sindsdien groeide de organisatie uit tot een erkende spreekbuis voor vrouwen binnen de Belgische politie.
Van 1994 tot 1997 was
Christine Cuvelier was de eerste voorzitter van Womenpol (1994-1997), gevolgd door Gwen Merckx, die de rol opnam van 1997 tot 2015. Sinds 2015 is Maria De Sterck voorzitter van de vereniging.
Sinds haar oprichting zetelt de vereniging in het Bestuur van het Europees Netwerk van Politievrouwen (ENP).

## Bestuur
Womenpol wordt geleid door een raad van bestuur, waarvan het mandaat vier jaar duurt. Het huidige bestuur trad aan in april 2025 en bestaat uit vijf leden:
- Maria De Sterck, korpschef Lokale Politie Hamme-Waasmunster
- Carla Lonneville, Lokale Politie Brussel Hoofdstad Elsene
- Tamara Lavrijsen, Federale Gerechtelijke Politie West-Vlaanderen
- Gwen Merckx, Liaison Officer voor de Belgische Politie in Marokko, Mauritanië, Mali, Kaapverdië, Senegal en Gambia
- Leen Gheyle, Lokale Politie Brugge

## Beschermcomité
Ter ondersteuning van haar maatschappelijke missie wordt Womenpol bijgestaan door een beschermcomité, samengesteld uit prominente figuren uit de wereld van justitie, politie, mensenrechten en het middenveld. Het comité fungeert als morele en inhoudelijke steunpilaar voor de organisatie en draagt bij aan de zichtbaarheid en legitimiteit van haar werking.
- Michèle Coninsx: nationaal magistraat voor de verkeersveiligheid
- Fransisca Bostyn: administrateur-generaal van de Veiligheid van de Staat (VSSE)
- Anne De Wolf: ere-algemeendirecteur van het Instituut voor Bedrijfsjuristen
- Willy Bruggeman: voormalig voorzitter Federale Politieraad
- Heidi De Pauw: voormalig algemeen directeur Child Focus en actueel country manager Enabel Jordanië
- Ine Van Wymersch: nationaal drugscommissaris.

Mevrouw Miet Smet †, gewezen minister van Staat, was jarenlang een zeer actief lid van ons beschermcomité.